# 蜂窝木姜子
蜂窝木姜子（学名：Litsea foveolata）为樟科木姜子属下的一个种。